# Renault Egeus
La Renault Egeus è una concept car prodotta dalla casa automobilistica francese Renault e presentata al salone dell'automobile di Francoforte nel 2005.

## Stile
Dal punto di vista estetico, l'auto si distingue per l'assenza della tradizionale calandra anteriore centrale. Questa è stata sostituita da due grandi prese d'aria posizionate sotto i fanali. Le maniglie delle portiere, integrate nella carrozzeria, fuoriescono automaticamente all'avvicinarsi del proprietario, permettendo l'apertura delle portiere "a finestra". 
Nell'abitacolo dell'automobile sono presenti quattro poltrone singole, sufficientemente alte da garantire a tutti i passeggeri una buona visione dell'ambiente circostante. L'accesso al bagagliaio, il cui portellone si apre in maniera simile a quello della Renault Vel Satis, è facilitato dalla possibilità di ridurre l'altezza da terra del veicolo. 

## Caratteristiche tecniche
La Egeus è dotata di trazione integrale a controllo elettronico, che consente di trasferire la coppia motrice da un asse all'altro fino al 100%, a seconda delle condizioni del fondo stradale. Il motore è un V6 turbodiesel da 3.0 litri, equipaggiato con filtro antiparticolato. Questo motore è in grado di erogare 250 CV (186 kW) e 550 Nm di coppia massima a 3000 giri al minuto. Il propulsore è abbinato a una trasmissione automatica a 7 rapporti.